# Николас Кејџ
Николас Ким Копола (енгл. Nicolas Kim Coppola; Лонг Бич, 7. јануар 1964), познатији као Николас Кејџ (енгл. Nicolas Cage), амерички је глумац, редитељ и продуцент, добитник награде Оскар за најбољу мушку улогу у филму Напуштајући Лас Вегас (1995).

## Биографија
Николас Кејџ је рођен као Николас Ким Копола у породици италијанско-немачког порекла која је кроз генерације била повезана са филмом и уметношћу уопште. Николасов деда Кармајн Флаутист Копола је био композитор, а бака Италија глумица. Отац Август Копола био је писац и професор књижевности, а мајка Џој Вогелсанг балерина и кореограф. Чувени режисер Франсис Форд Копола је Николасов стриц. Оба Николасова брата такође се баве филмом: Кристофер Копола је режисер, а Мајк је глумац и ди-џеј на радију.
После развода својих родитеља тада дванаестогодишњи Николас се сели код оца у Сан Франциско и лета проводи у друштву свог стрица Форда Кополе и његове ћерке Софије Кополе. Фасциниран улогом коју је Џејмс Дин одиграо у филму Источно од раја дефинитивно одлучује да постане глумац и уписује се на Амерички позоришни конзерваторијум у Сан Франциску на коме проводи једно лето и игра у позоришној представи Златни дечко.
На великом платну дебитује 1983. године у филму свог стрица Rumble Fish. Суочен са злурадим коментарима филмске екипе да је улогу добио због добрих породичних веза а не због свог талента одлучује да промени презиме Копола у Кејџ. своје ново презиме Николас „позајмљује” од стрип јунака Лука Кејџа, уличног суперхероја склоног депресији и епизодама лудила. Под новим именом се први пут појављује у филму Valley Girl (1983), а 1984. године добио је своју прву драмску улогу у филму Птичица, редитеља Алана Паркера где глуми вијетнамског ветерана. Следе Филмови Racing with the Moon и The Cotton Club. Године 1986. добија улогу у филму Пеги Су се удала где се појављује поред глумице Кетлин Тернер. Филмски критичари нису били одушевљени његовом глумом али га зато запажа Шер која инсистира да баш он буде њен партнер у филму Опчињена месецом. Улога досадног и навалентног љубавника у овом филму Кејџу доноси први значајнији успех код публике и на биоскопским благајнама. Улогом у комедији Подизање Аризоне (1987) осваја симпатије филмских критичара, а затим се појављује у потпуно другачијем, мрачном, издању у филму Пољубац вампира.
Године 1992. снима романтичну комедију Медени месец у Лас Вегасу са Саром Џесиком Паркер и Џејмсом Каном, свој први мејнстрим филм који представља значајну прекретницу у његовој каријери и за који добија номинацију за Златни глобус. Године 1995. у биоскопима се појављује филм Мајка Фигиса Напуштајући Лас Вегас са Николасом Кејџом и Елизабет Шу у главним улогама. За упечатљиву и слојевиту улогу писца алкохоличара склоног самоубиству у овом филму Николас Кејџ осваја награде Оскар и Златни глобус.
Користећи популарност коју су му је ове награде несумњиво донеле у наредним годинама Кејџ се првенствено окреће улогама акционих суперхероја у холивудским хитовима као што су Стена, Летећа тамница и Face/Off које му доносе значајан финансијски успех. Снима и романтичну драму Град Анђела (1998) са глумицом Мег Рајан, трилер Змијске очи (1988) и Осам милиметара (1999). Године 2000. заједно са глумицом Анџелином Жоли снима акциони трилер Минут за бег, а затим ратну мелодраму Мандолина капетана Корелија (2001) са шпанском глумицом Пенелопе Круз.
У центар интересовања филмске јавности Николас Кејџ поново долази са појављивањем филма Адаптација Спајка Џоунза. Двострука улога писца и сценаристе Чарлија Хофмана и његовог измишљеног брата близанца Доналда доноси му другу номинацију за награду Оскар, као и номинације за награде Златни глобус и БАФТА. Исте године Кејџ се јавности представио и као редитељ нискобуџетног филма Сони са глумцем Џејмсом Франком у улози жигола али без већег успеха код публике и критике.
У наредним годинама снима још неколико филмова од којих су најзапаженији: Преваранти, редитеља Ридлија Скота (2003), Национално Благо (2004), The Weather Man (2005), Светски трговински центар, редитеља Оливера Стоуна (2006), Ghost Rider (2007).
Николас Кејџ се успешно окушао и у послу продуцента. Његова продуцентска кућа Сатерн филмс стоји иза бројних успешних филмских остварења као што су: Shadow of the Vampire, Life of David Gale, Lord of War, The Wicker Man, Next, Ghost Rider.

## Детаљи из приватног живота
У својим двадесетим годинама Николас Кеjџ се забављао са Џени Рајт, Умом Терман, а из вишегодишње везе са глумицом и манекенком Кристином Фултон има сина Вестона Кополу Кејџа. Био је ожењен три пута. Са глумицом Патришом Аркет коју је запросио истога дана када су се упознали био је у браку од 1995. до 2001. године. Брак са ћерком „краља рока” Елвиса Преслија, Лизом Мари Пресли потрајао је само неколико месеци. Своју садашњу супругу Ким Алис, Американку корејског порекла, упознао је у суши ресторану где је радила као келнерица. У браку су од 2004. године и имају сина Кал Ела Кополу Кејџа.
Николас Кејџ је велики заљубљеник у стрип и сматра да је стрип данашњи еквивалент митологије. Име његовог сина Кал Ела је у ствари право име Супермена. Николас је требало да глуми Супермена у филму Тима Бартона али до реализације овог пројекта није дошло због финансијских проблема. Такође био је први избор за улогу Нормана Озборна (Зеленог Гоблина) у филму Спајдермен, али је улога на крају ипак припала Вилему Дафоу. Кејџ је велики обожавалац Елвиса Преслија, а улога у филму Дивљи у срцу је Николасов својеврстан омаж овом славном певачу.

## Занимљивости
- „Кејџ је пуних је 12 година био на насловници књиге из биологије за осми разред у Србији.”[3] Фотографија је преузета из филма Подизање Аризоне где Кејџ тумачи улогу Херберта Макдана, ситнога криминалца који отима бебу у сарадњи с новопеченом супругом која је полицајка. „Због тога и отму бебу, а њихова заједничка фотографија искоришћена је како би се приказали као срећна породица. На фотографији се може приметити како Кејџ држи уперен пиштољ у бебу.”[3] Он је то коментарисао речима: „Не знам зашто сам на насловној страни уџбеника из биологије. Не знам која је позадина те приче, али је слика лијепа. Холи (Хантер) и ја изгледамо добро на тој фотографији, а ту је и беба. Слатко је.”[3][4]

- Кејџ је рођен на дан када је умро велики српски научник Никола Тесла (7. јануара), па је имајући то у виду глумац провео свој 46. рођендан у соби 3327 на 33. спрату хотела „Њујоркер”, у којој је Тесла становао последњих десет година живота и у којој је и преминуо. Према тексту објављеном у београдском листу „24 сата”, ауторке Марине Булатовић која је боравила у соби 3227 неколико дана након Кејџа и о томе разговарала са хотелским менаџером, он је ту провео око недељу дана, закључан, у друштву књига о Тесли које је понео са собом. Храну су му остављали на послужавнику пред вратима. Глумац је наводно мислио да би због подударности датума Теслине смрти и његовог рођења могао бити научникова реинкарнација.[5]

## Филмографија
| Улоге Николаса Кејџа |                               |               |                                       |          |
| Година               | Српски назив                  | Изворни назив | Улога                                 | Напомена |
| 1981.                |                               |               | Николас                               |          |
| 1982.                |                               |               |                                       |          |
| 1983.                |                               |               | Ренди                                 |          |
| 1983.                |                               |               | Смоки                                 |          |
| 1984.                |                               |               | Ники/Бад                              |          |
| 1984.                |                               |               | Винсент Двајер                        |          |
| 1984.                |                               |               | наредник Ал Колумбато                 |          |
| 1986.                | Дечко у плавом                |               | Нед Ханлан                            |          |
| 1986.                | Пеги Су се удаје              |               | Чарли Бодел                           |          |
| 1987.                | Подизање Аризоне              |               |                                       |          |
| 1987.                | Опчињена месецом              |               | Рони Камарери                         |          |
| 1989.                | Пољубац вампира               |               | Питер Лоу                             |          |
| 1990.                |                               |               | срецеломац                            |          |
| 1990.                |                               |               | Енрико Силвестри                      |          |
| 1990.                |                               |               | Џејк Пресон                           |          |
| 1990.                | Дивљи у срцу                  |               |                                       |          |
| 1991.                | Зандали                       |               | Џони                                  |          |
| 1992.                | Ред Рок Вест                  |               | Мајкл Вилијамс                        |          |
| 1992.                | Медени месец у Вегасу         |               | Џек Сингер                            |          |
| 1993.                |                               |               | Еди                                   |          |
| 1993.                |                               |               | Ејмос Одел                            |          |
| 1994.                | Чувати Тесу                   |               | Даг Чесник                            |          |
| 1994.                |                               |               | Чарли Ланг                            |          |
| 1994.                |                               |               | Бил Фирпо                             |          |
| 1995.                | Пољубац смрти                 |               | „Мали Јуниор” Браун                   |          |
| 1995.                | Напуштајући Лас Вегас         |               | Бен Сандерсон                         |          |
| 1996.                | Стена                         |               | др Стенли Гудспид                     |          |
| 1997.                | Летећа тамница                |               | Камерон По                            |          |
| 1997.                | Украдено лице                 |               | Кастор Трој / Шон Арчер               |          |
| 1998.                | Град анђела                   |               | Сет                                   |          |
| 1998.                | Змијске очи                   |               | Рик Санторо                           |          |
| 1999.                | 8 милиметара                  |               | Том Велс                              |          |
| 1999.                |                               |               | Френк Пирс                            |          |
| 2000.                | Минут за бег                  |               | Рендал „Мемфис” Рејнс                 |          |
| 2000.                | Породични човек               |               | Џек Кембел                            |          |
| 2001.                | Мандолина капетана Корелија   |               | капетан Антонио Корели                |          |
| 2001.                |                               |               | Џејкоб Марли                          |          |
| 2002.                | Гласници ветра                |               | наредник Џо Ендерс                    |          |
| 2002.                |                               |               |                                       |          |
| 2002.                | Адаптација                    |               | Чарли Кофман / Доналд Кофман          |          |
| 2003.                | Преваранти                    |               | Рој Волер                             |          |
| 2004.                | Национално благо              |               | Бен Гејтс                             |          |
| 2005.                | Господар рата                 |               | Јури Орлов                            |          |
| 2005.                | Прогностичар                  |               | Дејвид Сприц                          |          |
| 2006.                | Лукас у свету мрава           |               | Зок                                   |          |
| 2006.                | Човек од прућа                |               | Едвард Мелес                          |          |
| 2006.                |                               |               | Џон Маклохлин                         |          |
| 2007.                | Гоуст Рајдер                  |               | Џони Блејз / Гоуст Рајдер             |          |
| 2007.                | Грајндхаус                    |               | Фу Манчу                              |          |
| 2007.                | Следеће                       |               | Крис Џонсон                           |          |
| 2007.                | Национално благо: Књига тајни |               | Бен Гејтс                             |          |
| 2008.                | Опасност у Бангкоку           |               | Џо                                    |          |
| 2009.                | Код судбине                   |               | Џон Костлер                           |          |
| 2010.                | Фајтер                        |               | Дејмон Макриди / Велики Татица        |          |
| 2010.                | Чаробњаков шегрт              |               | Балтазар Блејк                        |          |
| 2012.                | Гоуст Рајдер 2                |               | Џони Блејз / Гоуст Рајдер             |          |
| 2013.                | Крудс                         |               | Груг Круд (глас)                      |          |
| 2016.                |                               |               | Трој                                  |          |
| 2016.                | Сноуден                       |               | Хенк Форестер                         |          |
| 2018.                | Спајдермен: Нови свет         |               | Питер Паркер / Спајдермен Ноар (глас) |          |
| 2018.                | Менди                         |               | Ред Милер                             |          |
| 2020.                | Крудс: Ново доба              |               | Груг Круд (глас)                      |          |
| 2023.                | Ренфилд                       |               | гроф Дракула                          |          |
| 2023.                | Флеш                          |               | Кларк Кент / Супермен                 | камео    |

### Познати глумци са којима је сарађивао
- Ева Мендес (Гоуст Рајдер)
- Шон Бин (Национално благо)
- Анџелина Џоли (Нестали у 60 секунди)
- Роберт Дувал (Нестали у 60 секунди)
- Џон Траволта (Face/Off)
- Џон Кјузак (Con Air)
- Шон Конери (Стена)
- Ед Харис (Стена)
- Мерил Стрип (Адаптација)
- Пенелопе Круз (Мандолина капетана Корелија)
- Мег Рајан (Град анђела)

## Награде
- Добитник Оскара као најбољи глумац за филм Напуштајући Лас Вегас 1995. године
- Добитник Златног глобуса као најбољи глумац за филм Напуштајући Лас Вегас 1995. године